# 793 Arizona
Arizona (asteroide 793) é um asteroide da cintura principal com um diâmetro de 28,95 quilómetros, a 2,4558849 UA. Possui uma excentricidade de 0,1216839 e um período orbital de 1 707,75 dias (4,68 anos).
Arizona tem uma velocidade orbital média de 17,81206058 km/s e uma inclinação de 15,80161º.
Esse asteroide foi descoberto em 9 de Abril de 1907 por Percival Lowell.